# Синклер, Дейв
Дэвид (Дейв) Синклер (англ. David (Dave) Sinclair, 24 ноября 1947 года, Херн-Бей, Кент, Англия) — клавишник (орган, фортепиано, синтезаторы), выступавший в различных коллективах Кентерберийской сцены.

## Биография
Музыкальная карьера Дейва Синклера началась в 1966—67 годах в составе группы Wilde Flowers. В 1968 году вместе со своим двоюродным братом Ричардом Синклером, Паем Хастингсом и Ричардом Куланом он основал группу Caravan.
На протяжении последующих 35 лет карьера Синклера была связана с этой группой. Он выступал в её составе в 1968—71, 1973—75, 1979—82 и 1990—2002 годах. В первых альбомах группы 1968-71 годов Синклер продемонстрировал великолепное новаторское мастерство игры на органе, став одним из классиков органной игры Кентерберийской сцены. Он также написал некоторые из лучших композиций группы, среди них «For Richard», «Nine Feet Underground», «The Dabsong Conshirtoe» и «Proper Job/Back To Front».
В промежутках между игрой в Caravan Синклер был членом групп Matching Mole (1971—72), Hatfield and the North (1972—73), Polite Force (1976—77) и Camel (1978—79).
Позднее Дэвид Синклер начал сольную карьеру, в частности, выступил с концертами в Японии и записал два сольных альбома — Full Circle и Into the Sun (оба — в 2003 году). В 2010 году вышел сольный альбом Синклера Pianoworks I - Frozen In Time, за которым последовал альбом Stream в 2011 году.

## Дискография

### С Caravan
- 1968 — Caravan
- 1970 — If I Could Do It All Over Again I’d Do It All Over You
- 1971 — In the Land of Grey and Pink
- 1973 — For Girls Who Grow Plump In The Night
- 1974 — Caravan And The New Symphonia
- 1975 — Cunning Stunts
- 1980 — The Album
- 1993 — Live
- 1995 — The Battle Of Hastings
- 1996 — All Over You
- 1999 — All Over You... Too
- 2004 — The Unauthorised Breakfast Item (2 трека)

### С Робертом Уайаттом
- 1971 — The End of an Ear

### С Matching Mole
- 1972 — Matching Mole

### С Hatfield and the North
- 1974 — Hatfield and the North
- 1975 — The Rotters' Club

### С Camel
- 1978 — Breathless (2 трека)

### С Richard Sinclair’s Caravan of Dreams
- 1992 — Same
- 1993 — An Evening of Magic

### С Polite Force
- 1997 — Canterbury Knights

### Сольно
- 1993 — Moon Over Man
- 2003 — Full Circle
- 2003 — Into the Sun
- 2010 — Pianoworks I — Frozen in Time
- 2011 — Stream
- 2014 — The Little Things
- 2018 — Out of Sinc